# Neue Keiō-Linie
| U-Bahn-Zug der Baureihe 10-300 beim Tunnelportal der Neuen Keiō-Linie |                                  |                        |                       |
| Streckenlänge: | 3,6 km                           |                        |                       |
| Spurweite: | 1372 mm (63 mm unter Normalspur) |                        |                       |
| Stromsystem: | 1500 V =                         |                        |                       |
| Zweigleisigkeit: | ganze Strecke                    |                        |                       |
| |                                  |                        |                       |
| Gesellschaft: | Keiō Dentetsu                    |                        |                       |
| \| \| \| Moto-Yawata (本八幡) \| \| \| \| \| ↑ Toei Shinjuku-Linie \| 1980– \| \| \| \| ↔ Yamanote-Linie \| 1885– \| \| \| \| ↔ Odakyū Odawara-Linie \| 1927– \| \| \| \| Shinjuku (Keiō-Linie) \| \| \| \| 0,0 \| Shinjuku (新宿) \| 1978– \| \| \| \| ↔ Ōedo-Linie \| 2000– \| \| \| \| \| \| \| \| 1,7 \| Hatsudai (初台) \| 1978– \| \| \| 2,7 \| Hatagaya (幡ヶ谷) \| 1978– \| \| \| \| \| \| \| \| \| \| \| \| \| 3,6 \| Sasazuka (笹塚) \| 1913– \| \| \| \| ↓ Keiō-Linie \| 1913– \| |                                  |                        |                       |
| U-Bahn-Haltepunkt / Haltestelle Streckenanfang (im Tunnel) |                                  | Moto-Yawata (本八幡)   | Moto-Yawata (本八幡)  |
| U-Bahn-Strecke (im Tunnel) |                                  | ↑ Toei Shinjuku-Linie  | 1980–                 |
| Bahnhof quer · U-Bahn-Kreuzung (im Tunnel) · Strecke quer |                                  | ↔ Yamanote-Linie       | 1885–                 |
| Kopfbahnhof Streckenanfang und quer · U-Bahn-Kreuzung (im Tunnel) · Strecke quer |                                  | ↔ Odakyū Odawara-Linie | 1927–                 |
| Kopfbahnhof Streckenanfang und quer (im Tunnel) · Kreuzung mit Tunnelstrecke und quer (im Tunnel) · Strecke quer (im Tunnel) · Strecke von rechts (im Tunnel) |                                  | Shinjuku (Keiō-Linie)  | Shinjuku (Keiō-Linie) |
| Bahnhof (im Tunnel) · Strecke (im Tunnel) | 0,0                              | Shinjuku (新宿)        | 1978–                 |
| Kreuzung mit Tunnelstrecke (im Tunnel) · U-Bahn-Bahnhof quer (im Tunnel) · Kreuzung mit Tunnelstrecke (im Tunnel) |                                  | ↔ Ōedo-Linie           | 2000–                 |
| Strecke (im Tunnel) |                                  |                        |                       |
| Haltepunkt / Haltestelle (im Tunnel) · ehemaliger Haltepunkt / Haltestelle (im Tunnel) | 1,7                              | Hatsudai (初台)        | 1978–                 |
| Haltepunkt / Haltestelle (im Tunnel) · Strecke (im Tunnel) | 2,7                              | Hatagaya (幡ヶ谷)      | 1978–                 |
| Tunnelende · Tunnelende |                                  |                        |                       |
| |                                  |                        |                       |
| Bahnhof | 3,6                              | Sasazuka (笹塚)        | 1913–                 |
| Strecke |                                  | ↓ Keiō-Linie           | 1913–                 |

Die Neue Keiō-Linie (jap. 京王新線, Keiō-shinsen) ist eine Eisenbahnstrecke auf der japanischen Insel Honshū, die von der Bahngesellschaft Keiō Dentetsu betrieben wird. In den Tokioter Bezirken Shinjuku und Shibuya verläuft sie parallel zum östlichsten Teil der Keiō-Linie. Sie dient einerseits als Entlastungsstrecke, andererseits als Verbindung zur Toei Shinjuku-Linie der U-Bahn Tokio.

## Streckenbeschreibung
Die 3,6 km lange, durchgehend zweigleisige Strecke ist mit 1500 V Gleichspannung elektrifiziert und besitzt die ungewöhnliche Spurweite von 1372 mm (so genannte „schottische Spurweite“). Mit Ausnahme eines kurzen Abschnitts beim Bahnhof Sasazuka ist die Trasse unterirdisch. Unter der Nationalstraße 20 verläuft sie parallel zum Tunnel der Keiō-Linie auf einer tieferen Ebene. Unterwegs halten die Züge an zwei Tunnelbahnhöfen: Der Bahnhof Hatsudai besitzt aus Platzgründen zwei übereinander liegende Tunnelröhren mit je einem Seitenbahnsteig, der Bahnhof Hatagaya zwei Seitenbahnsteige auf einer Ebene. Die Strecke endet nominell im fünften Untergeschoss des Bahnhofs Shinjuku, geht aber unmittelbar in die vom Verkehrsamt der Präfektur Tokio betriebene Toei Shinjuku-Linie nach Moto-Yawata über.

## Züge
Fast alle U-Bahn-Züge der Toei Shinjuku-Linie, die in Moto-Yawata beginnen, werden in Shinjuku zur Neuen Keiō-Linie durchgebunden und übernehmen beinahe den gesamten Lokalverkehr bis Sasazuka. Ermöglicht wird dies durch die Tatsache, dass beide Linien bezüglich der Spurweite und der Zugsicherungssysteme kompatibel sind. Zahlreiche U-Bahn-Züge fahren von Sasazuka aus mit Halt an allen Stationen weiter bis nach Hashimoto, Keiō-Hachiōji oder Takaosanguchi. Eil- und Schnellzüge befahren auf dem Weg von und nach Shinjuku üblicherweise die ältere Strecke der Keiō-Linie, die in einem darüber liegenden Kopfbahnhof endet, es gibt aber auch Ausnahmen.

## Geschichte
Der Streckenabschnitt der Keiō-Linie zwischen den Bahnhöfen Shinjuku und Sasazuka wurde 1915 fertiggestellt und war zunächst eine Überlandstraßenbahn, deren Trasse östlich von Hatagaya zum größten Teil straßenbündig auf der Hauptstraße Kōshū Kaidō (entspricht der heutigen Nationalstraße 20) verlief. In den Jahren 1936 und 1953 verlegte man sie auf einen unabhängigen Bahnkörper, doch blieb sie weiterhin ein Flaschenhals. Aus diesem Grund wurde 1963/64 der östlichste Teil der Keiō-Linie in einen zweigleisigen Tunnel verlegt. Auch dieser konnte mit der Zeit den stetig zunehmenden Verkehr nicht mehr bewältigen. Daraufhin entstand zwischen Shinjuku und Sasazuka die Neue Keiō-Linie, die am 31. Oktober 1978 in Betrieb ging. Ab 16. März 1980 ermöglichte sie die Durchbindung von U-Bahn-Zügen der Toei Shinjuku-Linie.

## Liste der Bahnhöfe

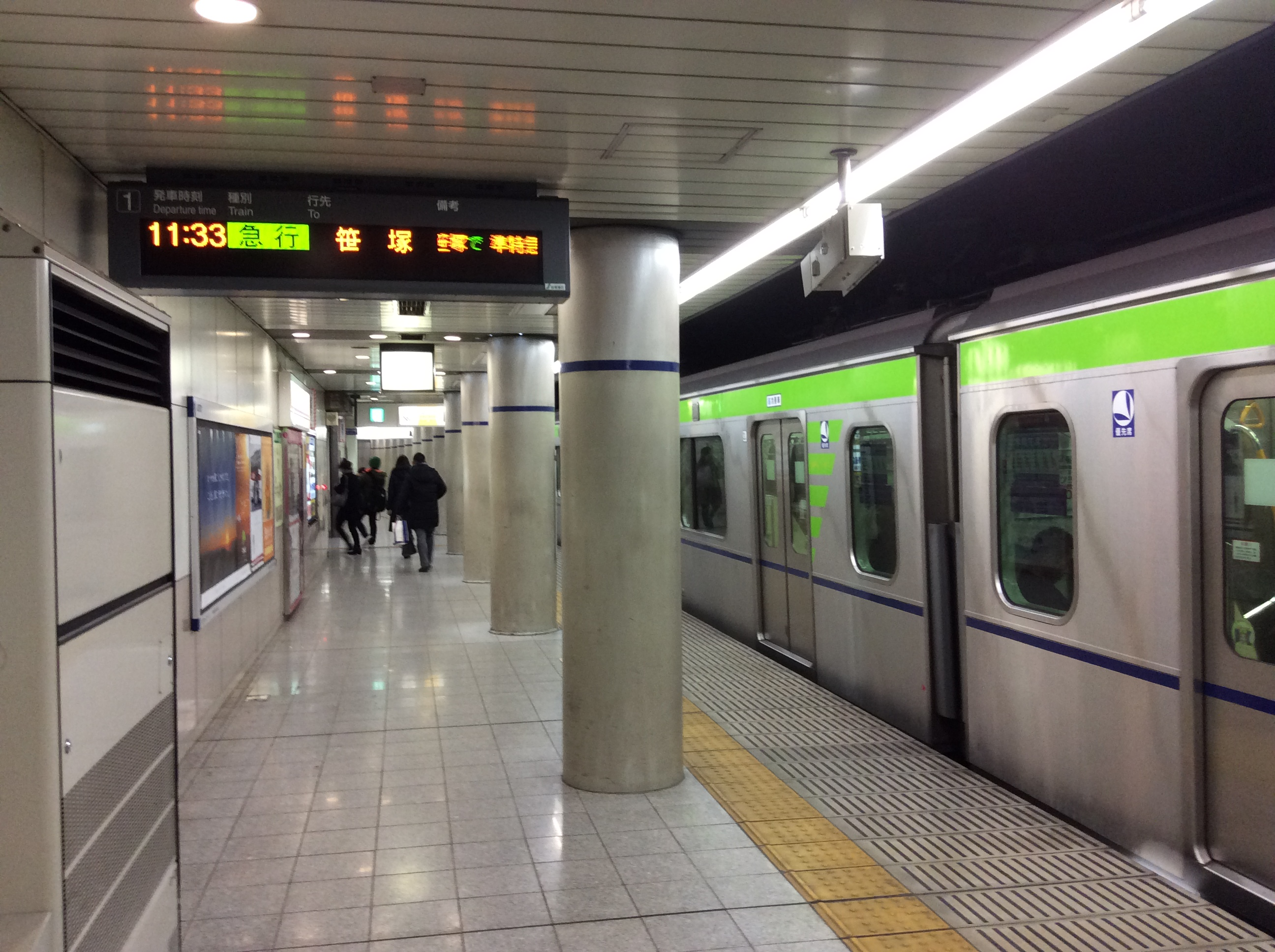
Tunnelbahnhof Hatagaya

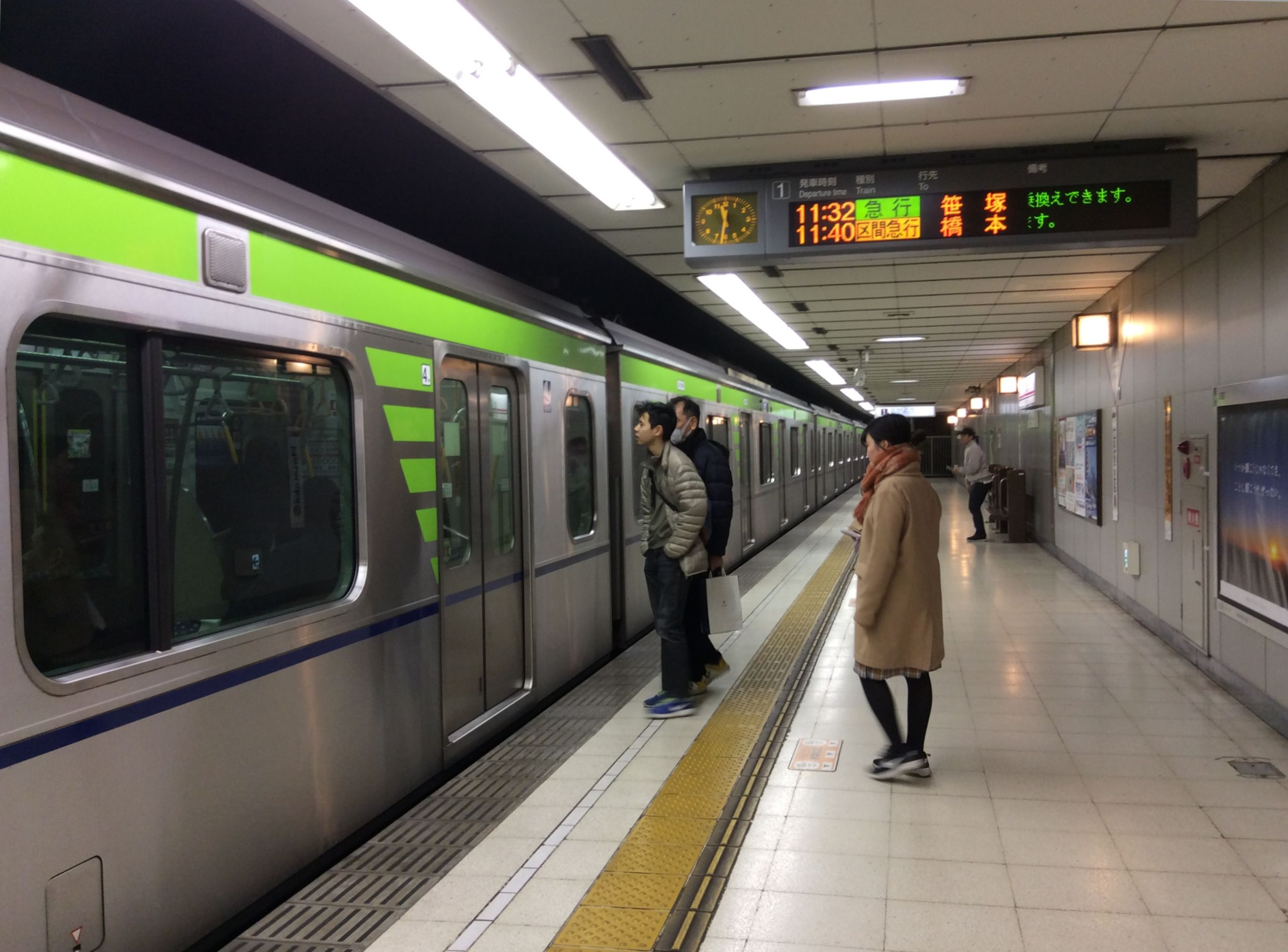
Tunnelbahnhof Hatsudai

| Name                                                                          | Name              | km  | Anschlusslinien | Lage   | Ort             |
| ----------------------------------------------------------------------------- | ----------------- | --- | --- | ------ | --------------- |
| ↑ Durchbindung zur Toei Shinjuku-Linie nach Moto-Yawata                       |                   |     | |        |                 |
| KO01                                                                          | Shinjuku (新宿)   | 0,0 | Chūō-Hauptlinie (Chūō-Schnellbahnlinie) (Chūō-Sōbu-Linie) Saikyō-Linie Shōnan-Shinjuku-Linie Yamanote-Linie Keiō-Linie Odakyū Odawara-Linie U-Bahn Tokio: Marunouchi-Linie Toei Shinjuku-Linie im Bhf. Seibu-Shinjuku: Seibu Shinjuku-Linie im U-Bhf. Shinjuku-Nishiguchi: Ōedo-Linie | Koord. | Shinjuku, Tokio |
| KO02                                                                          | Hatsudai (初台)   | 1,7 | | Koord. | Shibuya, Tokio  |
| KO03                                                                          | Hatagaya (幡ヶ谷) | 2,7 | | Koord. | Shibuya, Tokio  |
| KO04                                                                          | Sasazuka (笹塚)   | 3,6 | Keiō-Linie | Koord. | Shibuya, Tokio  |
| ↓ Durchbindung zur Keiō-Linie nach Hashimoto, Takaosanguchi und Keiō-Hachiōji |                   |     | |        |                 |